# Дроеда
Дроеда, Дроґед (англ. Drogheda; ірл. Droichead Átha) — місто в Ірландії у графствах Лаут та Міт. Друге за населенням місто графства Лаут, 6-е за населенням місто країни.

## Назва
Назва походить від ірландського «Droichead Átha» — міст через брід.

## Особливості адміністративного підпорядкування
Унікальністю Дроеди є те, що північна та південна частини, розділені річкою, належать до різних графств. Річка Бойн розділяла місто на дві рівні частини між графствами Лаут і Міт, поки міська рада 1898 року не вирішила передати повністю місто до складу графства Лаут. У 1976 році райони міста в графстві Міт, що на той час суттєво збільшили свої розміри, знову були передані під юрисдикцію графства Лаут.

## Зірка та півмісяць на гербі міста
У 1845 році в Ірландії почався Великий Голод, що забрав життя понад мільйона людей. Османський султан Абдул-Меджид І оголосив про свій намір відправити ірландським фермерам 10 000 фунтів стерлінгів, але королева Вікторія попросила його відправити лише 1000 фунтів, оскільки сама вона відправила 2000. Султан саме так і вчинив, однак потай відправив ще 3 судна з продовольством. Незважаючи на перешкоди у вигляді англійських кораблів, тодішня «флотилія свободи» досягла порту і привезла продовольство.
На знак подяки за це ірландці з великою симпатією ставляться і зараз до турків, особливо в Дроеді. За однією з версій саме як подяка за цю допомогу на гербі Дроеди з'явилися півмісяць і зірка.

## Історія
Місто є одним із найдавніших міст Ірландії, було засноване 1194 року.
У 1641 та 1649 роках англійці під проводом Кромвеля здійснювали облогу та взяття міста.
1690 року біля міста відбулася важлива для ірландської історії Битва на річці Бойн.
1844 року було прокладено залізницю, що сполучила Дроеду та Дублін.
Сьогодні у місті базується відомий ірландський футбольний клуб Дрогеда Юнайтед.

## Визначні місця
- Ньюгрейндж — мегалітична культова споруда, частина комплексу Бру-на-Бойн
- форт Міллмаунт
- міська брама Сент-Лоуренс
- меморіал Джон-Філіпп Голланда
- руїни Мелліфонтського абатства
- замок Слейн

## Видатні особи
- Пірс Броснан
- Джон Філіп Голланд
- Кортні Лав
- Колін О'Донох'ю